# Laila Dahl
Laila Kristina Dahl Höglund, född Dahl 15 april 1964 i Ludvika, och uppvuxen i Lycksele, är en svensk sångerska, låtskrivare, samtalsterapeut, föredragshållare och författare.

## Biografi
Laila Dahl upptäcktes som sångerska redan vid 18 års ålder av skivbolaget PRIM som också gav ut hennes två första skivor Din tid och Efter regn. Skivan Efter regn ledde till en grammis 1987 och gavs också ut på engelska i ett flertal europeiska länder. 
Hon deltog i den svenska Melodifestivalen 1991 med melodin Annie skriven av svärfadern Arne Höglund. Sedan dess har hon gjort flera album (diskografi nedan) samt många års turnerande i Sverige, Europa och USA.
Genom åren har hon samarbetat med musiker och producenter som Danne Sundqvist, Frank Ådahl, Jonas Isaksson (Roxette), Tommy Nilsson, Backa Hans Eriksson, Magnus Olsson och Calle Ekerstam (Melissa Horn) med flera. Hennes musik ligger i singer/songwriter genren och beskrivs närmast som akustisk pop/visa.
Dahl är även verksam som par- och relationsterapeut sedan 15 år och har grundat Terapistudion. Som föreläsare har hon skapat sitt eget sätt att kombinera intresset för människor och psykologi, författarskapet och sin musik som inramning.
10 år efter sin senaste platta släppte Dahl låten Älska mig ändå (alias Sköldpaddans sång). Låten är en förlängning av boken Dina känslor är inte i vägen (2020). 

### Familj
Laila Dahl var 1985–2014 gift med Jan Höglund (född 1962). De har tre barn tillsammans.

## Diskografi
- 1983 – Dimman ligger tät (EP)
- 1984 – Din tid
- 1987 – Efter regn
- 1987 – After rain
- 1991 – Annie (EP) (Melodifestivalen)
- 1993 – Guldögon
- 1994 – Spiritual Kiss
- 2001 – Wacky Curtains
- 2011 – När hjärtat vill mer
- 2020 – Älska mig ändå